# Jorge Sampaoli
Jorge Luis Sampaoli (Casilda, 13 maart 1960) is een Argentijns voetbaltrainer.

## Carrière

### Beginjaren
Sampaoli voetbalde in zijn jeugd bij de amateurclub Club Atlético Alumni voor hij werd opgenomen in de jeugdopleiding van Newell's Old Boys. Op negentienjarige leeftijd moest de verdedigende middenvelder wegens een ernstige beenblessure stoppen met voetballen.
Op 32-jarige leeftijd begon Sampaoli in de amateurafdelingen met zijn trainerscarrière. Eerst coachte hij Aprendices Casildenses, in 1996 loodste hij Belgrano de Arequito naar de titel. Toen hem tijdens een wedstrijd de toegang tot het stadion werd ontzegd, klom hij in een boom om zijn spelers instructies toe te roepen. De krant La Capital publiceerde een foto van het incident, waarna Sampaoli werd opgemerkt door Eduardo José López, voorzitter van Newell's Old Boys. Die gaf Sampaoli de kans om zusterclub Argentino de Rosario te trainen. Tot 2000 was hij met de club actief in de Primera B Metropolitana.
In 2002 verkaste Sampaoli naar Peru, waar hij coach werd van Juan Aurich. De club uit de hoogste divisie kon onder zijn leiding slechts één wedstrijd winnen. Na acht competitiewedstrijden werd de Argentijn ontslagen.
Niet veel later belandde hij bij Sport Boys. Wegens een spelersstaking maakte hij er het seizoen 2003 niet volledig af. Nadien was hij nog actief bij Coronel Bolognesi en Sporting Cristal.

### O'Higgins
In 2008 werd Sampaoli bij het Chileense Deportivo O'Higgins aangesteld als vervanger van Jorge Garcés. In zijn eerste seizoen bereikte de club de derde plaats in de Torneo Apertura, het openingstoernooi van de competitie. In de play-offs werd hij vervolgens uitgeschakeld door topclub Universidad de Chile. Sampaoli kon die prestatie nadien niet meer evenaren. In augustus 2009 werd de Argentijn omwille van de slechte resultaten ontslagen.

### Sport Emelec
In 2010 verhuisde Sampaoli naar Ecuador. Hij werd er coach van Sport Emelec, met wie hij deelnam aan de CONMEBOL Libertadores. In de eerste ronde van het toernooi schakelde hij Newell's Old Boys uit. In de daaropvolgende groepsfase won Emelec geen enkele wedstrijd en werd het laatste in de groep van Internacional, Deportivo Quito en Cerro.
Datzelfde jaar won Emelec ook de eerste fase van de Ecuadoraanse competitie. Daardoor mocht de club deelnemen aan de Copa Libertadores van 2011, de tweede fase van de CONMEBOL Sudamericana en de finale van de competitie. In die finale streed Emelec met LDU Quito om de landstitel. Het team van Sampaoli verloor de heenwedstrijd met 2-0 en had in de terugwedstrijd niet genoeg aan een 1-0 zege.
In de maand juni werd Emelec door het International Federation of Football History & Statistics (IFFHS) uitgeroepen tot de beste club ter wereld. Het was de eerste keer dat een Ecuadoraanse club deze maandelijkse bekroning in de wacht sleepte.

### Universidad de Chile
Op 15 december 2010 werd Sampaoli benoemd tot trainer van de Chileense topclub Universidad de Chile. Hij kreeg de voorkeur boven zijn landgenoot Diego Simeone.
Met Universidad won Sampaoli zijn eerste grote prijzen. In 2011 werd de club tweede in de Torneo Apertura. Via de play-offs plaatste het zich vervolgens voor de finale, waarin de club het mocht opnemen tegen Universidad Católica, dat eerste was geworden in de Torneo Apertura. Sampaoli's elftal verloor de heenwedstrijd met 2-0, maar zette dat in de terugwedstrijd recht met een klinkende 4-1 zege.
In de Torneo Clausura, het afsluitende toernooi van de competitie, werd Universidad de Chile wel eerste. Daardoor hoefde het geen play-offs te spelen en mocht het rechtstreeks naar de finale. Daarin versloeg het Cobreloa over twee wedstrijden (0-0 en 3-0).
Naast de Apertura en Clausura veroverde Universidad in 2011 ook de Copa Sudamericana, waardoor de Triple Corona volledig was. Sampaoli werd dat jaar tweede in de verkiezing van beste trainer van Amerika, na de Uruguayaanse bondscoach Oscar Tabárez.
In 2012 werd het team van Sampaoli eerste in de Torneo Apertura, waarna het de finale mocht spelen tegen zijn ex-club O'Higgins. Universidad haalde het na strafschoppen (2-0). In de Clausura van 2012 werd de club tweede. In de play-offs werd het team vervolgens uitgeschakeld door Unión Española.
Daarnaast bereikte de club ook de halve finale van de Copa Libertadores. Het team van Sampaoli werd eerste in de groepsfase en schakelde vervolgens Deportivo Quito en Club Libertad uit. In de halve finale raakte Universidad niet voorbij de Argentijnse topclub Boca Juniors (2-0, 0-0).

### Bondscoach van Chili
Op 3 december 2012 werd Sampaoli aangesteld als bondscoach van het Chileens voetbalelftal. Hij volgde zijn landgenoot Claudio Borghi op en kreeg de opdracht om zich met het land te plaatsen voor het WK 2014 in Brazilië.
Kort na zijn aanstelling reisde de Argentijn naar Europa om enkele Chileense topvoetballers te overtuigen om terug te keren naar de nationale ploeg. Zo had hij gesprekken met onder anderen Claudio Bravo, David Pizarro en Arturo Vidal. Op 15 januari 2013 zat hij voor het eerst op de bank als bondscoach van Chili. De Zuid-Amerikanen wonnen toen met 2-1 van Senegal. In mei 2013 keerde Pizarro terug naar de nationale ploeg. Op 15 oktober plaatste Chili zich onder leiding van Sampaoli voor de WK-eindronde 2014 in Brazilië na een 2-1-overwinning op Ecuador.
Bij de WK-eindronde drong Chili door tot de tweede ronde, na overwinningen op Australië (3-1) en regerend wereldkampioen Spanje (2-0) en een nederlaag tegen Nederland (0-2), waarna de ploeg in de achtste finale onderuit ging (na strafschoppen) tegen gastland Brazilië. Desondanks verlengde Sampaoli na afloop zijn contract tot en met het WK voetbal 2018 in Rusland.
In 2015 won Sampaoli met Chili voor het eerst in de geschiedenis de Copa América. Achtereenvolgend werden Ecuador (2-0, groepsfase), Bolivia (5-0, groepsfase), Uruguay (1-0, kwartfinale) en Peru (2-1, halve finale) verslagen. Alleen van Mexico wisten Sampaoli en zijn team niet te winnen (3-3, groepsfase). In de finale trof Chili buurland Argentinië. Nadat de reguliere wedstrijd in 0-0 was geëindigd, volgde verlenging. Ook in de verlenging werd niet gescoord en strafschoppen moesten de beslissing brengen. Chili schoot alle penalty's onberispelijk binnen en dankzij gemiste strafschoppen van de Argentijnen Gonzalo Higuaín en Éver Banega won Chili de strafschoppenreeks met 4-1. Het land mocht hierdoor deelnemen aan de FIFA Confederations Cup 2017. In januari 2016 stopte Sampaoli als bondscoach van Chili. Hij leverde zijn contract in nadat hij in verband werd gebracht met een corruptiezaak.

### Sevilla
Sampaoli werd in juni 2016 aangesteld als coach van Sevilla, de nummer zeven van de Primera División en winnaar van de UEFA Europa League in het voorgaande seizoen. Hij leidde de club naar de vierde plaats in het seizoen 2016/17.

### Bondscoach van Argentinië
In mei 2017 werd Sampaoli aangesteld als bondscoach van het Argentijns voetbalelftal. Hij kreeg als doelstelling directe kwalificatie voor het WK voetbal 2018 in Rusland mee. Sampaoli nam de positie over van Edgardo Bauza, die wegens teleurstellende resultaten het veld had moeten ruimen. Toen Sampaoli aantrad, stond Argentinië met nog vier wedstrijden te gaan vijfde in de groep, één plek buiten directe kwalificatie.

### Santos
Op 13 december 2018 kondigde de Braziliaanse club Santos aan dat Sampaoli een "principieel akkoord" had bereikt om trainer van de club te worden voor het seizoen 2019. Hij tekende op 17 december 2018 een contract voor twee jaar en werd de volgende dag gepresenteerd.
Sampaoli werd tijdens zijn tijd bij de club zeer geprezen door de media, met name vanwege het getoonde aanvallende voetbal. Ondanks dat hij werd uitgeschakeld in de Campeonato Paulista en CONMEBOL Sudamericana van dat seizoen, bracht hij de club naar de tweede positie in de Campeonato Brasileiro Série A.
Op 9 december 2019 nam Sampaoli ontslag; Santos kondigde het vertrek Sampaoli de volgende dag aan.

### Atlético Mineiro
Op 1 maart 2020 nam Sampaoli de leiding over bij Atlético Mineiro. Op 22 februari 2021 verzocht Sampaoli om beëindiging van zijn contract aan het einde van het seizoen. Op dezelfde dag kondigde Atlético Mineiro aan dat zij de beëindiging van het Sampaoli-contract hadden aanvaard.

### Olympique Marseille
Op 26 februari 2021 kondigde Ligue 1-club Olympique Marseille Sampaoli aan als de nieuwe trainer tot juni 2023. Hij volgde André Villas-Boas op.

### Terugkeer naar Sevilla
Op 6 oktober 2022 kondigde Sevilla de terugkeer aan van Sampaoli. Op 21 maart 2023 werd Sampaoli ontslagen na een 2–0 nederlaag tegen Getafe, waardoor Sevilla op de 14e plaats bleef.

### Flamengo
Op 14 april 2023 maakte de Braziliaanse Série A-club Flamengo, de CONMEBOL Libertadores-titelhouder van 2022, bekend dat Sampaoli als trainer een contract had getekend tot 31 december 2024.

## Erelijst
Belgrano de Arequito
- Liga Casildense de Fútbol: 1996

 Aprendices Casildenses
- Liga Casildense de Fútbol: 1999, 2000

 Universidad de Chile
- Torneo Apertura: 2011, 2012
- Torneo Clausura: 2011
- CONMEBOL Sudamericana: 2011

 Atlético Mineiro
- Campeonato Mineiro: 2020

 Chili
- CONMEBOL Copa América: 2015

Individueel
- Copa América Team van het toernooi (als trainer): 2015
- Zuid-Amerikaans Trainer van het jaar: 2015
- IFFHS Beste nationale trainer van de wereld: 2015
- La Liga Trainer van de maand: oktober 2016